# ديفيد بارنز (سياسي)
ديفيد بارنز (بالإنجليزية: David Barnes)‏ هو سياسي نيوزلندي، ولد في 1894، وتوفي في 1970 في نيوزيلندا. حزبياً، نشط في حزب العمال النيوزيلندي. وقد انتخب عضو مجلس النواب النيوزيلندي.